# Ines Ajanović
Ines Ajanović (in serbo Инес Ајановић?; Belgrado, 12 novembre 1980) è un'ex cestista serba, fino al 2003 jugoslava.

## Carriera
Con la Serbia e Montenegro ha disputato i Campionati europei del 2005.
Con la Serbia ha disputato due edizioni dei Campionati europei (2009, 2013).